# ベルチャー諸島

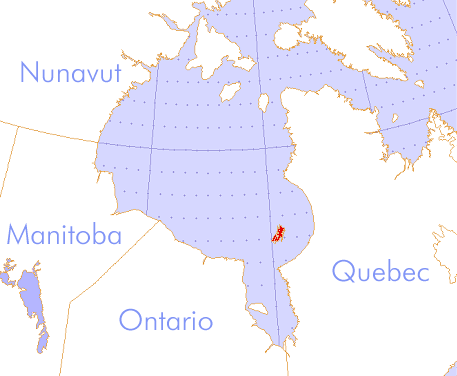
位置

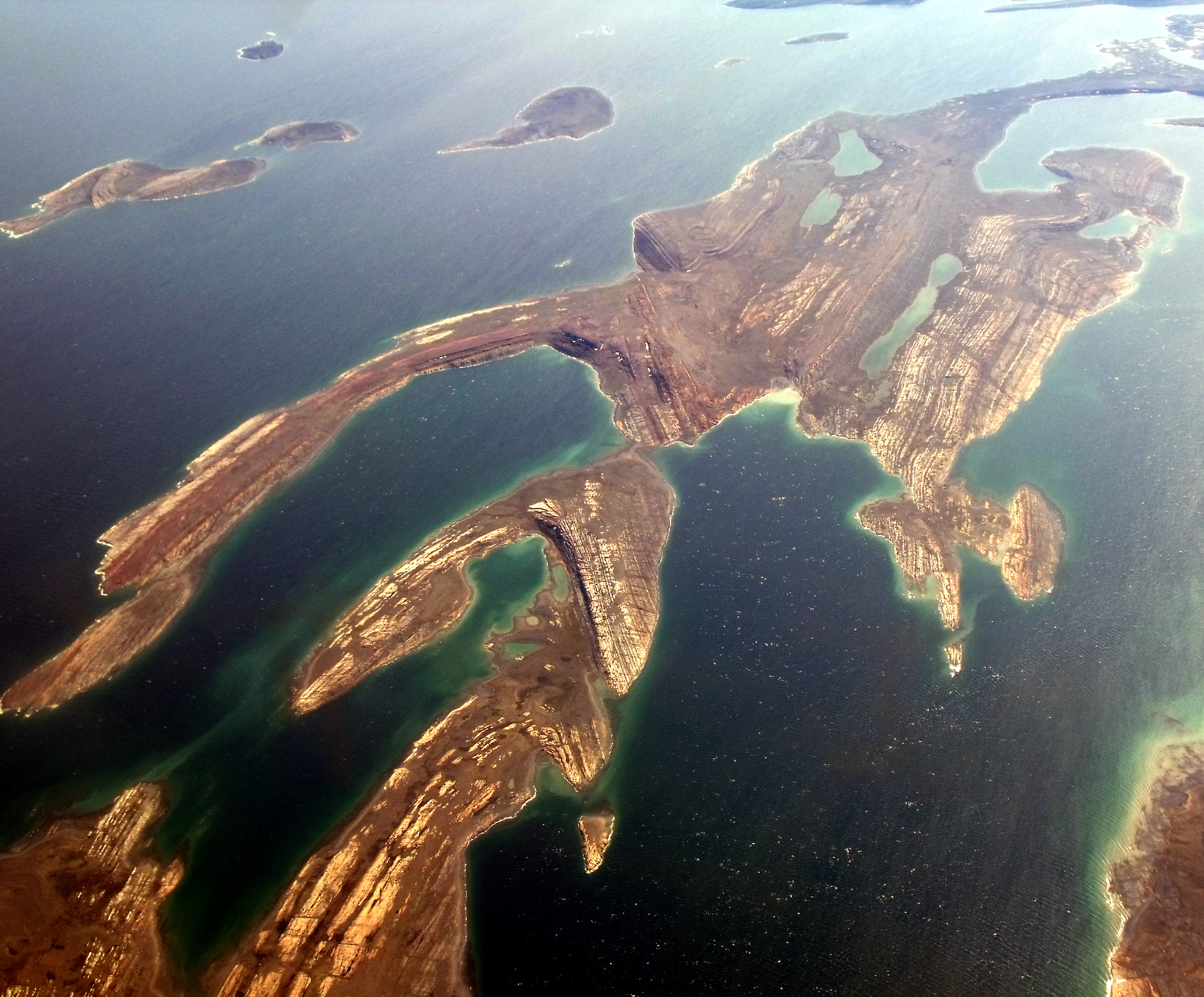
原生代のドロマイトから成るベルチャー諸島

ベルチャー諸島(Belcher Islands)はハドソン湾にある群島。カナダのヌナブト準州の北極諸島に属する。面積は約3,000km2。群島の北部はノースベルチャー諸島、ベーカーズダース諸島により構成される。最大の島はフラエティ島。計1500もの島によって構成されている。人口は744人(2006年)で住民はイヌイットが主である。

## 地理
ベルチャー諸島の形成は原生代まで遡るといわれている。地表は主に砕屑岩、火成岩で覆われていて植生は乏しい。フラハーティー島の北部海岸に唯一の町サニキルアック(Sanikiluaq)がある。